# Peter Purves
Peter Purves (New Longton, 10 febbraio 1939) è un attore e conduttore televisivo britannico, noto per aver interpretato il personaggio di Steven Taylor nella serie televisiva Doctor Who.

## Carriera
Negli anni '60 venne scelto per interpretare il ruolo di uno dei compagni di viaggio del Primo Dottore nella serie televisiva fantascientifica Doctor Who. Purves lasciò la serie nel 1966, dopo 46 episodi, e iniziò una carriera come presentatore televisivo.
Tra il 1967 e il 1978 co-presentò il programma per bambini della BBC Blue Peter, insieme ai colleghi John Noakes, Valerie Singleton e Lesley Judd.
Nel 2001 è apparso in un cameo nella serie televisiva britannica The Office.

## Filmografia parziale
- Doctor Who – serie TV, 46 episodi (1965-1966)
- Z Cars – serie TV, episodi 3x37-6x41-6x42 (1965-1966)